# Lijst van planetoïden 32601-32700
Dit is een lijst van planetoïden 32601-32700. Voor de volledige lijst zie de lijst van planetoïden.
| Naam                   | Voorlopige naamgeving | Datum ontdekking  | Ontdekker                                              |
| ---------------------- | --------------------- | ----------------- | ------------------------------------------------------ |
| (32601) -              | 2001 QA181            | 26 augustus 2001  | NEAT                                                   |
| (32602) -              | 2001 QE185            | 21 augustus 2001  | LINEAR                                                 |
| (32603) -              | 2001 QL199            | 22 augustus 2001  | LINEAR                                                 |
| (32604) Meganmansfield | 2001 QP212            | 23 augustus 2001  | LONEOS                                                 |
| (32605) -              | 2001 QM213            | 23 augustus 2001  | W. K. Y. Yeung                                         |
| (32606) Markkanen      | 2001 QY217            | 23 augustus 2001  | LONEOS                                                 |
| (32607) Portell        | 2001 QH220            | 23 augustus 2001  | LONEOS                                                 |
| (32608) -              | 2001 QA231            | 24 augustus 2001  | R. A. Tucker                                           |
| (32609) -              | 2001 QF243            | 24 augustus 2001  | LINEAR                                                 |
| (32610) -              | 2001 QA245            | 24 augustus 2001  | LINEAR                                                 |
| (32611) -              | 2001 QB253            | 25 augustus 2001  | LINEAR                                                 |
| (32612) -              | 2001 QA256            | 25 augustus 2001  | LINEAR                                                 |
| (32613) -              | 2001 QU265            | 27 augustus 2001  | W. K. Y. Yeung                                         |
| (32614) -              | 2001 QY266            | 20 augustus 2001  | LINEAR                                                 |
| (32615) -              | 2001 QU277            | 19 augustus 2001  | LINEAR                                                 |
| (32616) -              | 2001 QH279            | 19 augustus 2001  | LINEAR                                                 |
| (32617) -              | 2001 QY283            | 18 augustus 2001  | LONEOS                                                 |
| (32618) -              | 2001 QL293            | 31 augustus 2001  | W. K. Y. Yeung                                         |
| (32619) -              | 2001 QC295            | 24 augustus 2001  | LONEOS                                                 |
| (32620) -              | 2001 QZ295            | 24 augustus 2001  | LONEOS                                                 |
| (32621) -              | 2001 RZ               | 8 september 2001  | R. A. Tucker                                           |
| (32622) -              | 2001 RZ16             | 11 september 2001 | W. K. Y. Yeung                                         |
| (32623) -              | 2001 RV23             | 7 september 2001  | LINEAR                                                 |
| (32624) -              | 2001 RQ44             | 12 september 2001 | NEAT                                                   |
| (32625) -              | 2001 RZ45             | 15 september 2001 | J. Nomen                                               |
| (32626) -              | 2001 RX64             | 10 september 2001 | LINEAR                                                 |
| (32627) -              | 2001 RO69             | 10 september 2001 | LINEAR                                                 |
| (32628) -              | 2001 RK70             | 10 september 2001 | LINEAR                                                 |
| (32629) -              | 2001 RQ70             | 10 september 2001 | LINEAR                                                 |
| (32630) -              | 2001 RZ71             | 10 september 2001 | LINEAR                                                 |
| (32631) -              | 2001 RS74             | 10 september 2001 | LINEAR                                                 |
| (32632) -              | 2001 RS75             | 10 september 2001 | LINEAR                                                 |
| (32633) -              | 2001 RY93             | 11 september 2001 | LONEOS                                                 |
| (32634) -              | 2001 RU103            | 12 september 2001 | LINEAR                                                 |
| (32635) -              | 2001 SN               | 16 september 2001 | Fountain Hills                                         |
| (32636) -              | 2001 SD58             | 17 september 2001 | LINEAR                                                 |
| (32637) -              | 2021 P-L              | 24 september 1960 | C. J. van Houten, I. van Houten-Groeneveld, T. Gehrels |
| (32638) -              | 2042 P-L              | 24 september 1960 | C. J. van Houten, I. van Houten-Groeneveld, T. Gehrels |
| (32639) -              | 2050 P-L              | 24 september 1960 | C. J. van Houten, I. van Houten-Groeneveld, T. Gehrels |
| (32640) -              | 2531 P-L              | 24 september 1960 | C. J. van Houten, I. van Houten-Groeneveld, T. Gehrels |
| (32641) -              | 2595 P-L              | 24 september 1960 | C. J. van Houten, I. van Houten-Groeneveld, T. Gehrels |
| (32642) -              | 2601 P-L              | 24 september 1960 | C. J. van Houten, I. van Houten-Groeneveld, T. Gehrels |
| (32643) -              | 2609 P-L              | 24 september 1960 | C. J. van Houten, I. van Houten-Groeneveld, T. Gehrels |
| (32644) -              | 2723 P-L              | 24 september 1960 | C. J. van Houten, I. van Houten-Groeneveld, T. Gehrels |
| (32645) -              | 2763 P-L              | 24 september 1960 | C. J. van Houten, I. van Houten-Groeneveld, T. Gehrels |
| (32646) -              | 3010 P-L              | 24 september 1960 | C. J. van Houten, I. van Houten-Groeneveld, T. Gehrels |
| (32647) -              | 3109 P-L              | 24 september 1960 | C. J. van Houten, I. van Houten-Groeneveld, T. Gehrels |
| (32648) -              | 3538 P-L              | 17 oktober 1960   | C. J. van Houten, I. van Houten-Groeneveld, T. Gehrels |
| (32649) -              | 4056 P-L              | 24 september 1960 | C. J. van Houten, I. van Houten-Groeneveld, T. Gehrels |
| (32650) -              | 4070 P-L              | 24 september 1960 | C. J. van Houten, I. van Houten-Groeneveld, T. Gehrels |
| (32651) -              | 4208 P-L              | 24 september 1960 | C. J. van Houten, I. van Houten-Groeneveld, T. Gehrels |
| (32652) -              | 4319 P-L              | 24 september 1960 | C. J. van Houten, I. van Houten-Groeneveld, T. Gehrels |
| (32653) -              | 4635 P-L              | 24 september 1960 | C. J. van Houten, I. van Houten-Groeneveld, T. Gehrels |
| (32654) -              | 4640 P-L              | 24 september 1960 | C. J. van Houten, I. van Houten-Groeneveld, T. Gehrels |
| (32655) -              | 4692 P-L              | 24 september 1960 | C. J. van Houten, I. van Houten-Groeneveld, T. Gehrels |
| (32656) -              | 4711 P-L              | 24 september 1960 | C. J. van Houten, I. van Houten-Groeneveld, T. Gehrels |
| (32657) -              | 4721 P-L              | 24 september 1960 | C. J. van Houten, I. van Houten-Groeneveld, T. Gehrels |
| (32658) -              | 4800 P-L              | 24 september 1960 | C. J. van Houten, I. van Houten-Groeneveld, T. Gehrels |
| (32659) -              | 4804 P-L              | 24 september 1960 | C. J. van Houten, I. van Houten-Groeneveld, T. Gehrels |
| (32660) -              | 4826 P-L              | 24 september 1960 | C. J. van Houten, I. van Houten-Groeneveld, T. Gehrels |
| (32661) -              | 4848 P-L              | 24 september 1960 | C. J. van Houten, I. van Houten-Groeneveld, T. Gehrels |
| (32662) -              | 4900 P-L              | 24 september 1960 | C. J. van Houten, I. van Houten-Groeneveld, T. Gehrels |
| (32663) -              | 5553 P-L              | 17 oktober 1960   | C. J. van Houten, I. van Houten-Groeneveld, T. Gehrels |
| (32664) -              | 6072 P-L              | 24 september 1960 | C. J. van Houten, I. van Houten-Groeneveld, T. Gehrels |
| (32665) -              | 6107 P-L              | 24 september 1960 | C. J. van Houten, I. van Houten-Groeneveld, T. Gehrels |
| (32666) -              | 6124 P-L              | 24 september 1960 | C. J. van Houten, I. van Houten-Groeneveld, T. Gehrels |
| (32667) -              | 6180 P-L              | 24 september 1960 | C. J. van Houten, I. van Houten-Groeneveld, T. Gehrels |
| (32668) -              | 6278 P-L              | 24 september 1960 | C. J. van Houten, I. van Houten-Groeneveld, T. Gehrels |
| (32669) -              | 6287 P-L              | 24 september 1960 | C. J. van Houten, I. van Houten-Groeneveld, T. Gehrels |
| (32670) -              | 6323 P-L              | 24 september 1960 | C. J. van Houten, I. van Houten-Groeneveld, T. Gehrels |
| (32671) -              | 6537 P-L              | 24 september 1960 | C. J. van Houten, I. van Houten-Groeneveld, T. Gehrels |
| (32672) -              | 6720 P-L              | 24 september 1960 | C. J. van Houten, I. van Houten-Groeneveld, T. Gehrels |
| (32673) -              | 6742 P-L              | 24 september 1960 | C. J. van Houten, I. van Houten-Groeneveld, T. Gehrels |
| (32674) -              | 6750 P-L              | 24 september 1960 | C. J. van Houten, I. van Houten-Groeneveld, T. Gehrels |
| (32675) -              | 6755 P-L              | 24 september 1960 | C. J. van Houten, I. van Houten-Groeneveld, T. Gehrels |
| (32676) -              | 6802 P-L              | 24 september 1960 | C. J. van Houten, I. van Houten-Groeneveld, T. Gehrels |
| (32677) -              | 6806 P-L              | 24 september 1960 | C. J. van Houten, I. van Houten-Groeneveld, T. Gehrels |
| (32678) -              | 7566 P-L              | 17 oktober 1960   | C. J. van Houten, I. van Houten-Groeneveld, T. Gehrels |
| (32679) -              | 1070 T-1              | 25 maart 1971     | C. J. van Houten, I. van Houten-Groeneveld, T. Gehrels |
| (32680) -              | 1095 T-1              | 25 maart 1971     | C. J. van Houten, I. van Houten-Groeneveld, T. Gehrels |
| (32681) -              | 1166 T-1              | 25 maart 1971     | C. J. van Houten, I. van Houten-Groeneveld, T. Gehrels |
| (32682) -              | 1177 T-1              | 25 maart 1971     | C. J. van Houten, I. van Houten-Groeneveld, T. Gehrels |
| (32683) -              | 1202 T-1              | 25 maart 1971     | C. J. van Houten, I. van Houten-Groeneveld, T. Gehrels |
| (32684) -              | 1269 T-1              | 25 maart 1971     | C. J. van Houten, I. van Houten-Groeneveld, T. Gehrels |
| (32685) -              | 1294 T-1              | 25 maart 1971     | C. J. van Houten, I. van Houten-Groeneveld, T. Gehrels |
| (32686) -              | 2072 T-1              | 25 maart 1971     | C. J. van Houten, I. van Houten-Groeneveld, T. Gehrels |
| (32687) -              | 3166 T-1              | 26 maart 1971     | C. J. van Houten, I. van Houten-Groeneveld, T. Gehrels |
| (32688) -              | 4025 T-1              | 26 maart 1971     | C. J. van Houten, I. van Houten-Groeneveld, T. Gehrels |
| (32689) -              | 4043 T-1              | 26 maart 1971     | C. J. van Houten, I. van Houten-Groeneveld, T. Gehrels |
| (32690) -              | 4075 T-1              | 26 maart 1971     | C. J. van Houten, I. van Houten-Groeneveld, T. Gehrels |
| (32691) -              | 4269 T-1              | 26 maart 1971     | C. J. van Houten, I. van Houten-Groeneveld, T. Gehrels |
| (32692) -              | 4329 T-1              | 26 maart 1971     | C. J. van Houten, I. van Houten-Groeneveld, T. Gehrels |
| (32693) -              | 4339 T-1              | 26 maart 1971     | C. J. van Houten, I. van Houten-Groeneveld, T. Gehrels |
| (32694) -              | 4408 T-1              | 26 maart 1971     | C. J. van Houten, I. van Houten-Groeneveld, T. Gehrels |
| (32695) -              | 1016 T-2              | 29 september 1973 | C. J. van Houten, I. van Houten-Groeneveld, T. Gehrels |
| (32696) -              | 1055 T-2              | 29 september 1973 | C. J. van Houten, I. van Houten-Groeneveld, T. Gehrels |
| (32697) -              | 1069 T-2              | 29 september 1973 | C. J. van Houten, I. van Houten-Groeneveld, T. Gehrels |
| (32698) -              | 1104 T-2              | 29 september 1973 | C. J. van Houten, I. van Houten-Groeneveld, T. Gehrels |
| (32699) -              | 1286 T-2              | 29 september 1973 | C. J. van Houten, I. van Houten-Groeneveld, T. Gehrels |
| (32700) -              | 1351 T-2              | 29 september 1973 | C. J. van Houten, I. van Houten-Groeneveld, T. Gehrels |